# Bradina albigenitalis
Bradina albigenitalis là một loài bướm đêm trong họ Crambidae.